# Pargny-la-Dhuys
Pargny-la-Dhuys és un municipi francès situat al departament de l'Aisne i a la regió dels Alts de França. L'any 2007 tenia 166 habitants.

## Demografia

### Població
El 2007 la població de fet de Pargny-la-Dhuys era de 166 persones. Hi havia 68 famílies de les quals 16 eren unipersonals (4 homes vivint sols i 12 dones vivint soles), 24 parelles sense fills, 24 parelles amb fills i 4 famílies monoparentals amb fills.
La població ha evolucionat segons el següent gràfic:
Habitants censats

### Habitatges
El 2007 hi havia 97 habitatges, 69 eren l'habitatge principal de la família, 22 eren segones residències i 6 estaven desocupats. Tots els 96 habitatges eren cases. Dels 69 habitatges principals, 63 estaven ocupats pels seus propietaris, 3 estaven llogats i ocupats pels llogaters i 3 estaven cedits a títol gratuït; 2 tenien dues cambres, 13 en tenien tres, 22 en tenien quatre i 32 en tenien cinc o més. 59 habitatges disposaven pel capbaix d'una plaça de pàrquing. A 31 habitatges hi havia un automòbil i a 32 n'hi havia dos o més.

### Piràmide de població
La piràmide de població per edats i sexe el 2009 era:
| Homes | Edats   | Dones |
| ----- | ------- | ----- |
| 0     | 95 o +  | 0     |
| 0     | 90 a 94 | 0     |
| 0     | 85 a 89 | 0     |
| 0     | 80 a 84 | 0     |
| 0     | 75 a 79 | 0     |
| 12    | 70 a 74 | 0     |
| 4     | 65 a 69 | 12    |
| 12    | 60 a 64 | 0     |
| 4     | 55 a 59 | 8     |
| 8     | 50 a 54 | 0     |
| 4     | 45 a 49 | 8     |
| 0     | 40 a 44 | 0     |
| 12    | 35 a 39 | 4     |
| 0     | 30 a 34 | 4     |
| 4     | 25 a 29 | 0     |
| 8     | 20 a 24 | 4     |
| 0     | 15 a 19 | 4     |
| 0     | 10 a 14 | 4     |
| 4     | 5 a 9   | 4     |
| 8     | 0 a 4   | 8     |

## Economia
El 2007 la població en edat de treballar era de 94 persones, 64 eren actives i 30 eren inactives. De les 64 persones actives 57 estaven ocupades (32 homes i 25 dones) i 7 estaven aturades (5 homes i 2 dones). De les 30 persones inactives 9 estaven jubilades, 10 estaven estudiant i 11 estaven classificades com a «altres inactius».

### Ingressos
El 2009 a Pargny-la-Dhuys hi havia 69 unitats fiscals que integraven 164 persones, la mediana anual d'ingressos fiscals per persona era de 17.616 €.

### Activitats econòmiques
Dels 8 establiments que hi havia el 2007, 1 era d'una empresa alimentària, 3 d'empreses de construcció, 1 d'una empresa d'hostatgeria i restauració, 1 d'una empresa d'informació i comunicació, 1 d'una empresa financera i 1 d'una empresa classificada com a «altres activitats de serveis».
Dels 3 establiments de servei als particulars que hi havia el 2009, 1 era un paleta i 2 guixaires pintors.
L'any 2000 a Pargny-la-Dhuys hi havia 6 explotacions agrícoles que ocupaven un total de 858 hectàrees.

## Poblacions més properes
El següent diagrama mostra les poblacions més properes.